# Carl-Wilhelm Engdahl
Carl-Wilhelm Engdahl, född 16 juli 1926 i Växjö, död 13 oktober 2012 i Nyköping, var en svensk fäktare. Han tävlade för Stockholmspolisens IF och Föreningen för fäktkonstens främjande.
Engdahl tävlade i lagvärja för Sverige vid olympiska sommarspelen 1960 i Rom. I Sveriges lag ingick även Göran Abrahamsson, Berndt-Otto Rehbinder, Hans Lagerwall, Orwar Lindwall samt Ulf Ling-Vannérus och de slutade på en femte plats efter förlust mot Italien i kvartsfinalen.
Vid olympiska sommarspelen 1964 i Tokyo tävlade Engdahl också i lagvärja. I Sveriges lag ingick även Orwar Lindwall, Göran Abrahamsson, Hans Lagerwall samt Ivar Genesjö och de slutade på fjärde plats efter förlust mot Frankrike i bronsmatchen.
Han tog SM-guld i lagvärja för Stockholmspolisens IF 1959 och 1960. Åren 1964, 1965, 1967, 1968 och 1970 tog Engdahl SM-guld i lagvärja för Föreningen för fäktkonstens främjande.